# Microphrys weddelli
Microphrys weddelli is een krabbensoort uit de familie van de Mithracidae. De wetenschappelijke naam van de soort werd in 1851 voor het eerst geldig gepubliceerd door Henri Milne-Edwards.